# King Mongkut’s University of Technology Thonburi
Die King Mongkut’s University of Technology Thonburi (KMUTT) (thailändisch มหาวิทยาลัยเทคโนโลยีพระจอมเกล้าธนบุรี; dt. etwa Technische Universität König Mongkut Thonburi; benannt nach Rama IV. Mongkut) liegt im Süden Bangkoks im Bezirk Thung Khru.

## Geschichte
Am 4. Februar 1960 wurde durch die Abteilung für Berufsbildung, des Ministeriums für Bildung, das Thonburi Technology Institute (TTI) gegründet. Das TTI hatte die Aufgabe Techniker, technische Ausbilder und Technologen auszubilden.
1971 trat ein neues Technologiegesetz in Kraft. Die Abteilung für Berufsbildung veranlasste den Zusammenschluss des Thonburi Technology Institute (TTI), des North Bangkok Technology Institute und des Nonthaburi Telecommunication Institute zum King Mongkut’s Institute of Technology (KMIT). Die ehemalige TTI wurde somit zum KMIT Thonburi Campus.
1974 wurde KMIT vom Ministerium für Bildung an das Ministerium für Hochschulangelegenheiten übertragen. Durch ein 1986 erlassenes Gesetz wurden die drei Campusse wieder zu drei autonomen Institutionen. Der KMIT Thonburi Campus wurde fortan zu King Mongkut’s Institute of Technology Thonburi (KMITT).
Am 7. März 1998 wurde in der Royal Gazette angekündigt, dass die KMITT den Status einer Universität erhält. Die sich nun King Mongkut’s University of Technology Thonburi (KMUTT) nennende Bildungsstätte war die erste öffentliche Universität in Thailand, die die volle Autonomie erhielt. Ihr Verwaltungssystem entspricht dem internationaler staatlicher Universitäten.

## Allgemeines
Präsident der Universität ist Sakarindr Bhumiratana, Vorsitzender des Hochschulrates ist Thongchat Hongladaromp.

## Standorte
Der Hauptstandort ist in Bangmod (Unterbezirk von Thung Khru). Weitere Campus sind in Bang Khun Thian (Fakultät für Architektur und Design) und in Ratchaburi.

## Akademische Einrichtungen

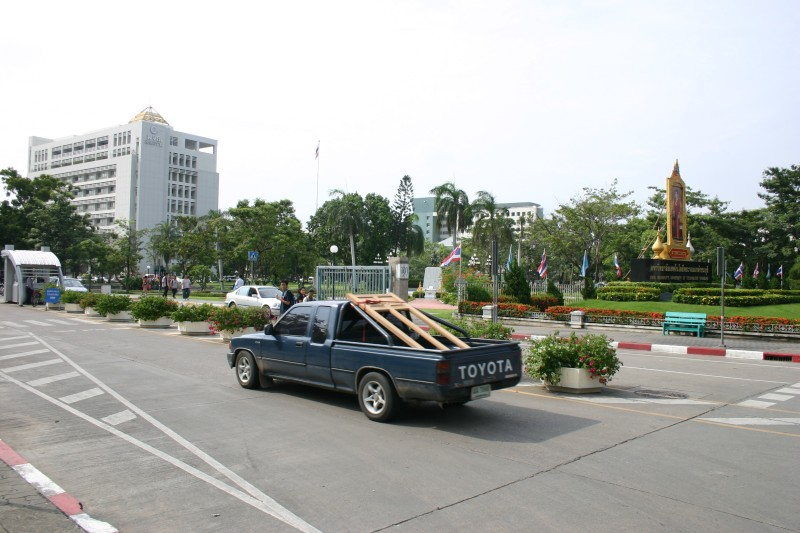
Haupteingang

- Fakultät für Ingenieurwissenschaften
  - Fachbereich Chemieingenieurwesen
  - Fachbereich Bauingenieurwesen
  - Fachbereich Technische Informatik
  - Fachbereich Elektrotechnik
  - Fachbereich Elektronik / Telekommunikation
  - Fachbereich Umwelttechnik
  - Fachbereich Ernährungswissenschaften
  - Fachbereich Regelungstechnik
  - Fachbereich Maschinenbau
  - Fachbereich Fertigungstechnik
  - Fachbereich Werkstofftechnik
  - Fachbereich Mechatronik
- Fakultät für Naturwissenschaften
  - Fachbereich Mathematik
  - Fachbereich Chemie
  - Fachbereich Mikrobiologie
  - Fachbereich Angewandte Physik
  - Fachbereich Angewandte Informatik
  - Fachbereich Angewandte Statistik
  - Fachbereich Lebensmitteltechnologie
- Fakultät für Industrielle Lehre und Technologie
- Fakultät für Informationstechnologie
- Fakultät für Architektur und Design
  - Fachbereich Architektur
  - Fachbereich Innenarchitektur
  - Fachbereich Kommunikationsdesign
  - Fachbereich Industrial Arts

## Ranking
Im QS World University Ranking 2013 zählt die KMUTT in Thailand zu den führenden Institutionen in den Fächergruppen Ingenieur- und Naturwissenschaften. Hervorzuheben ist ihr Abschneiden in Bauingenieurwesen (Platz 2), Chemie sowie Chemie- und Elektroingenieurwesen (Platz 3). Im Bauingenieurwesen gehört sie dem Ranking zufolge sogar zu den 150 führenden Institutionen der Welt.